# Hashioki
Hashioki (jap. 箸置き) – specjalna podstawka pod pałeczki (hashi), stosowana w nakryciach do potraw kuchni japońskiej. 

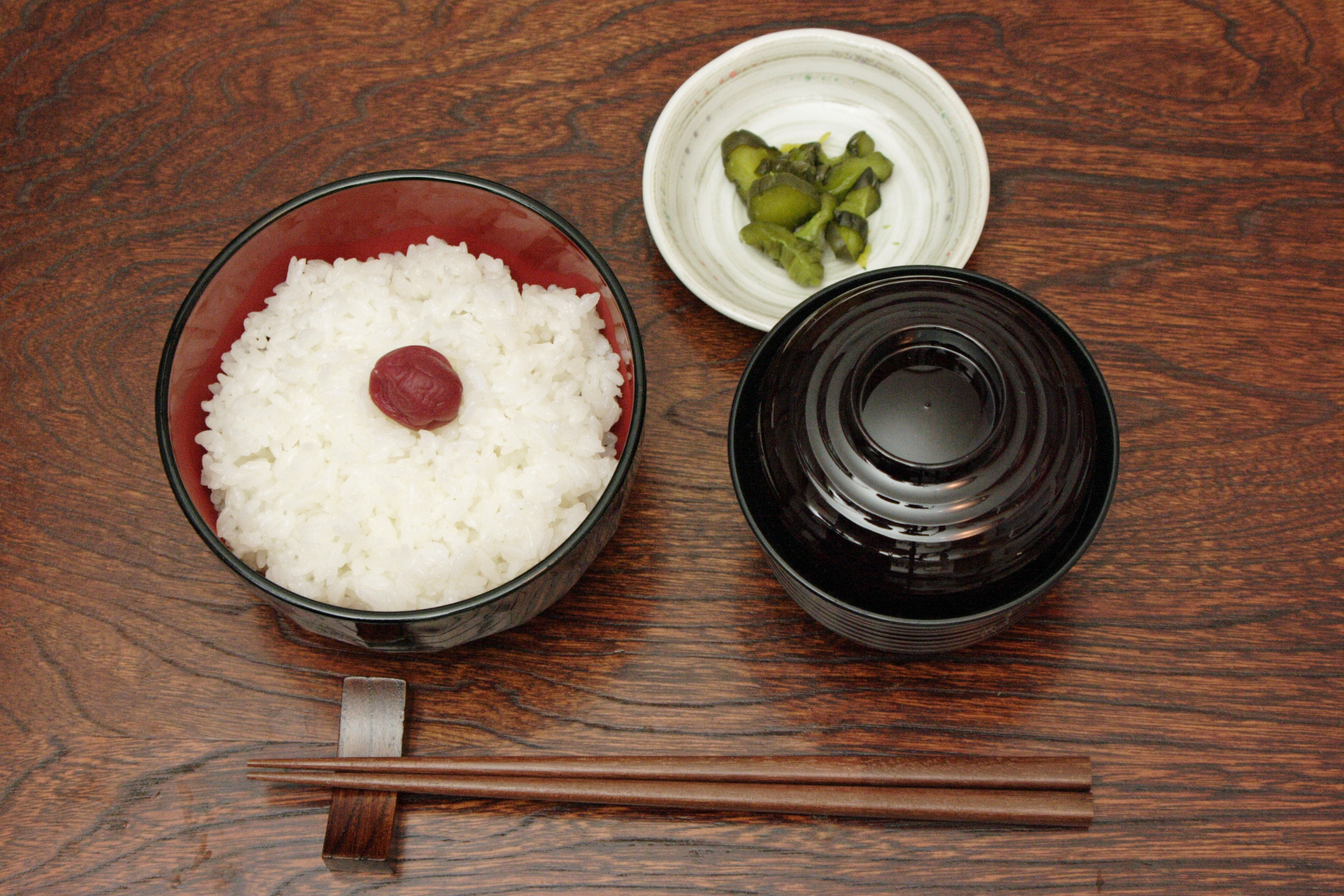
Pałeczki spoczywające na hashioki (skierowane w lewą stronę częścią do chwytania pożywienia)

Wykonana najczęściej z drewna lub porcelany, choć spotyka się też gliniane, z masy plastikowej, szklane, a nawet wykonane z zastosowaniem kamieni szlachetnych. Używana jest znacznie częściej w restauracjach niż w domach prywatnych.
W barach i restauracjach (z wyjątkiem luksusowych) stosuje się przeważnie pałeczki jednorazowe, podawane wraz z zestawem potraw lub stojące w naczyniu na stole. 
Podczas nakrywania do stołu i ustawiania posiłku pałeczki powinny spoczywać przed potrawą równolegle do krawędzi stołu, oparte o hashioki częścią służącą do chwytania pożywienia. Po zakończeniu posiłku wszystkie naczynia należy umieścić tak samo, jak przed podaniem, co dotyczy również pałeczek, które winny powrócić na hashioki.

## Galeria

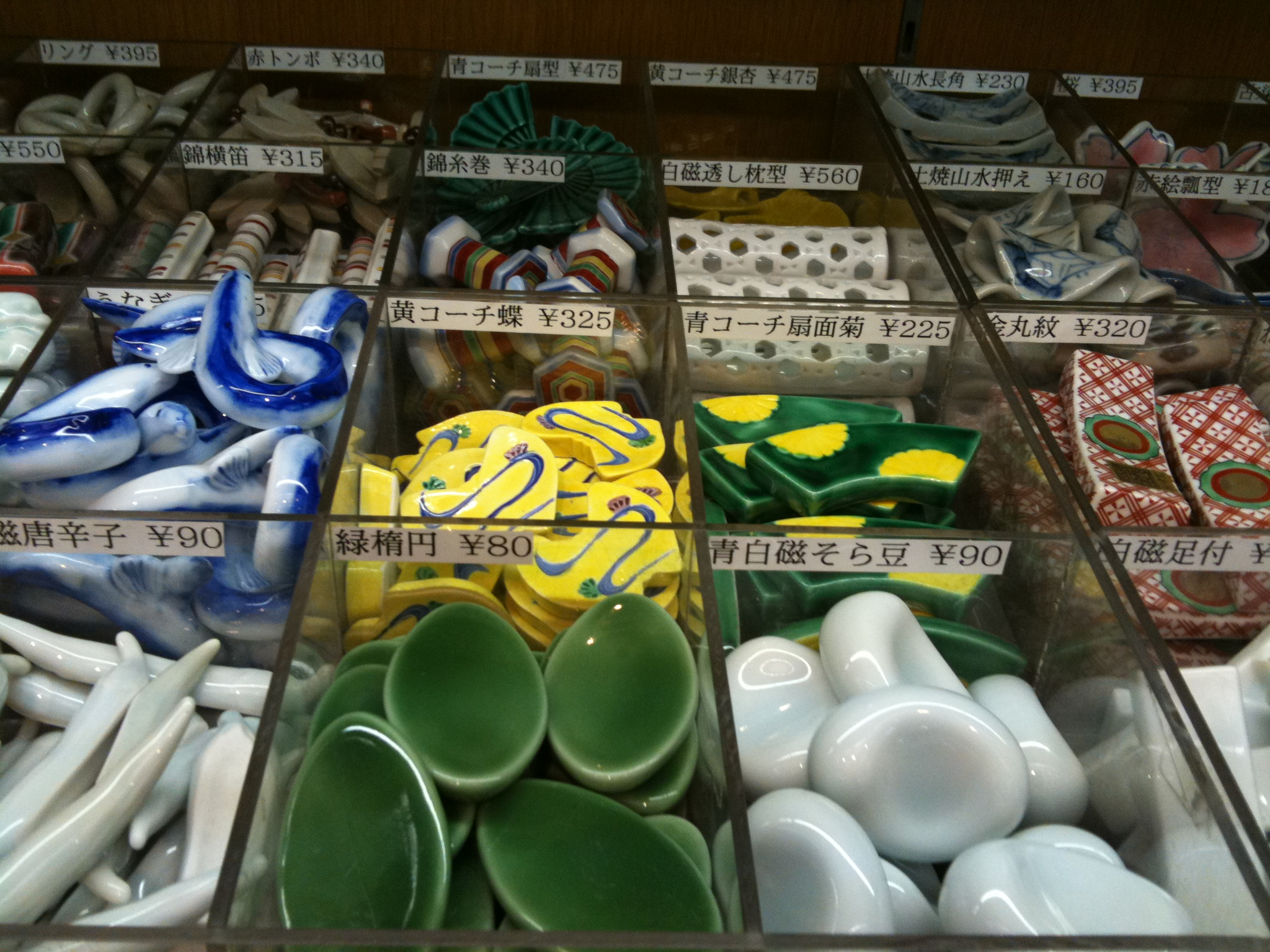
Różne rodzaje podstawek
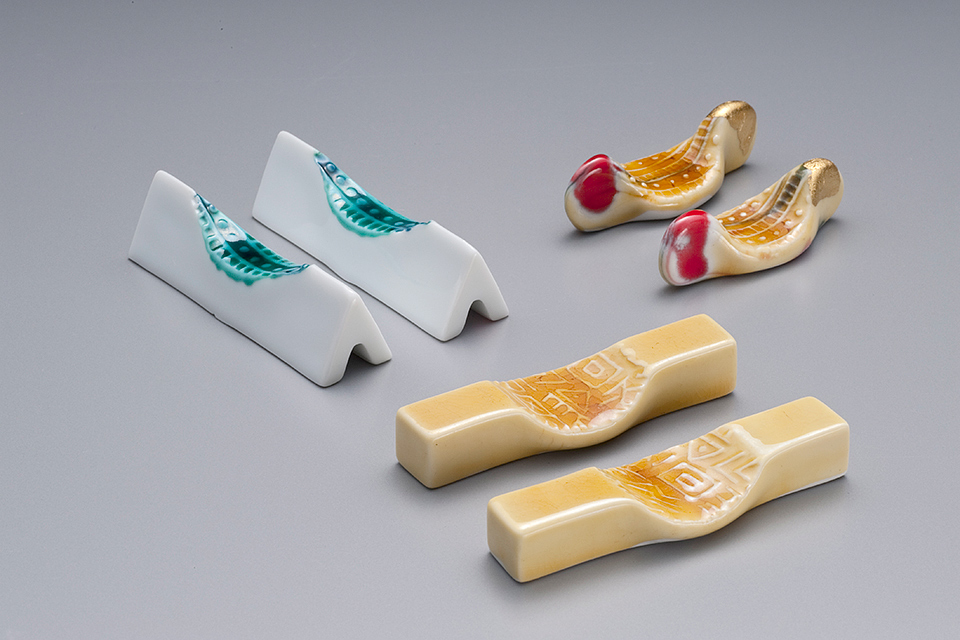
Projekt Masahiro Moriego (projektant ceramiki, 1927–2005)
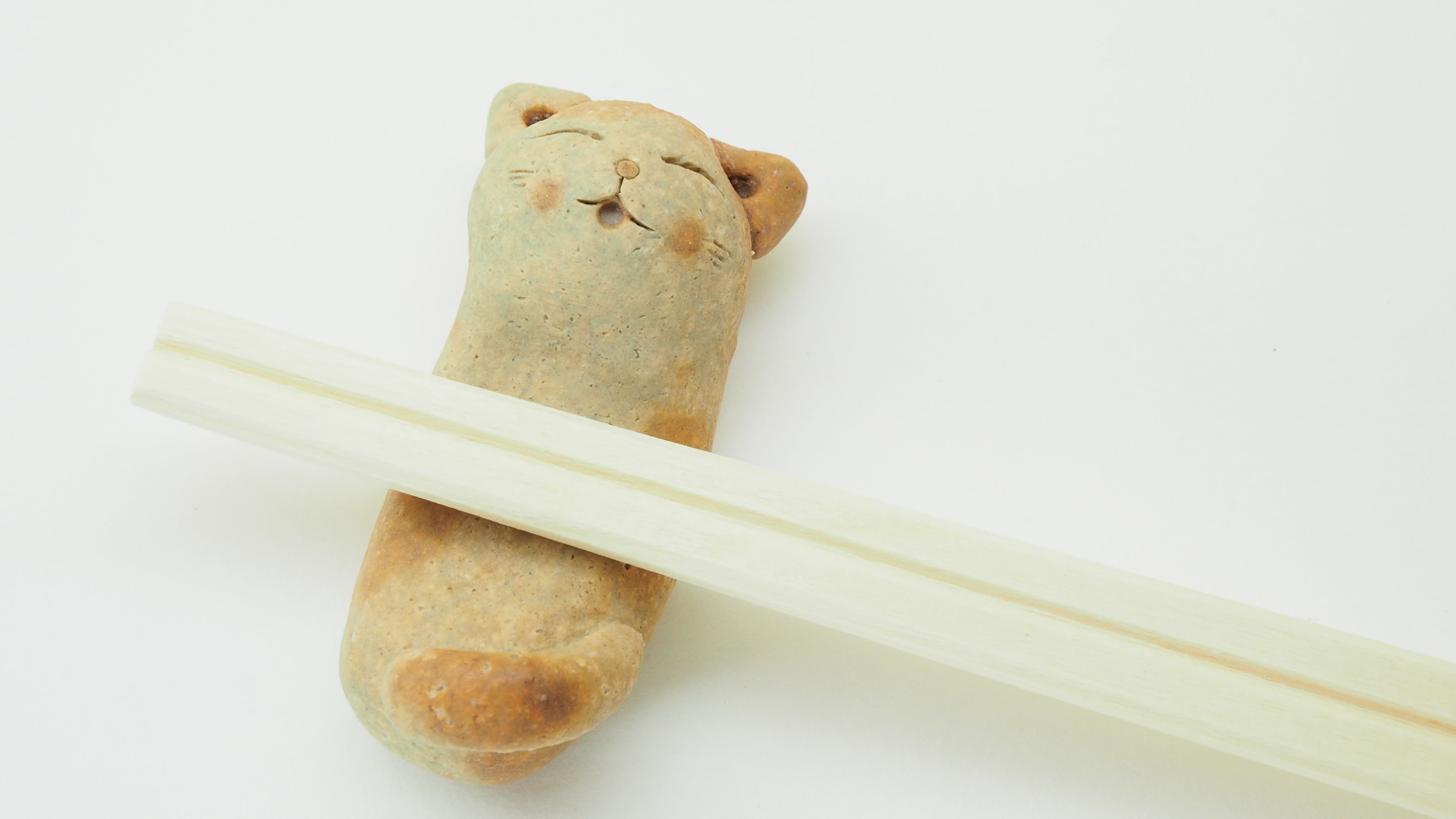
Hashioki
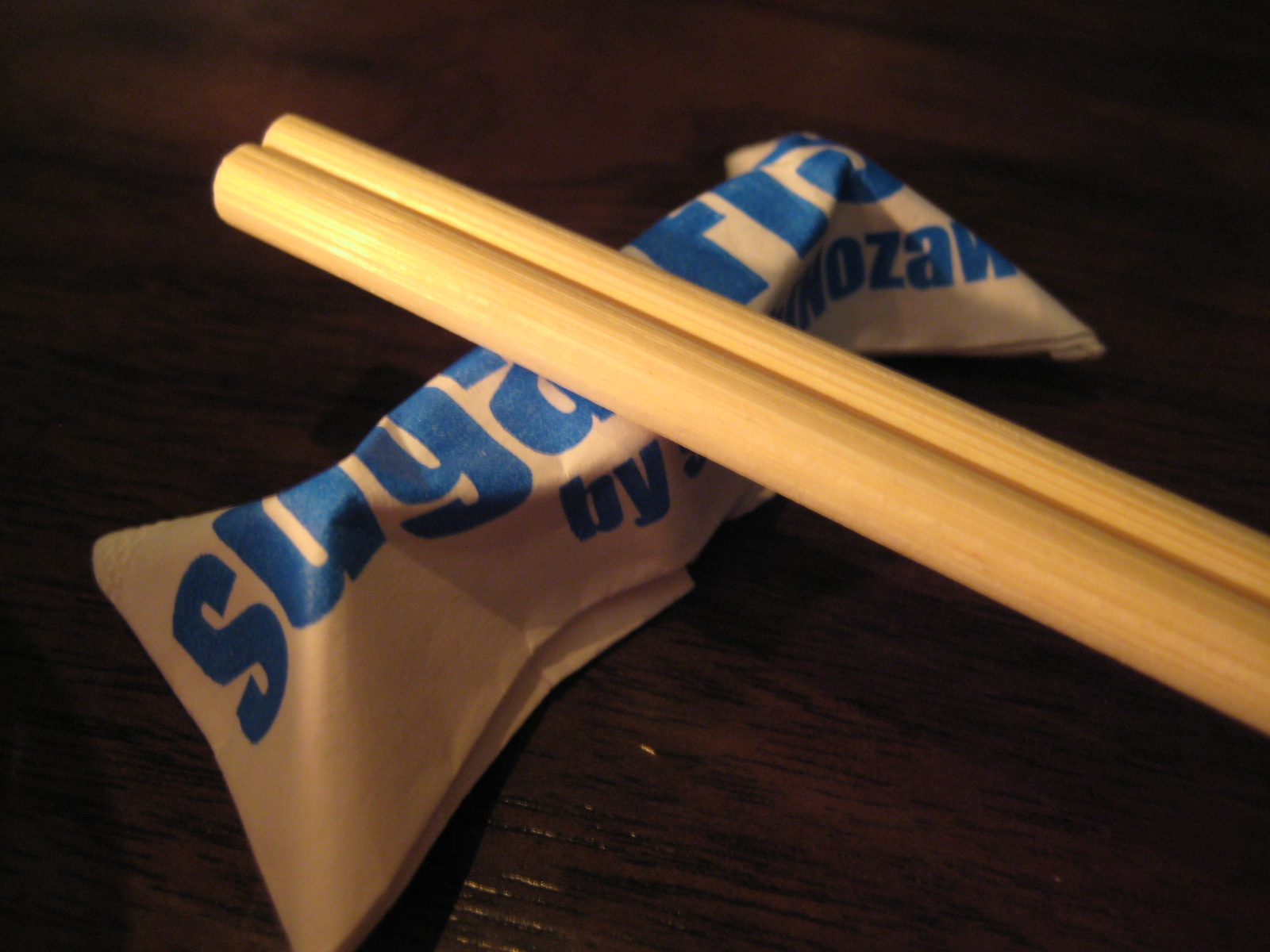
Hashioki w postaci origami